# جمع المذكر السالم
جَمْعُ المُذَكَّرِ السَّالِمِ هو ما دل على أكثر من اثنين وأغنى عن المتعاطفين، وسَلِمَ بناء مفرده عند الجمع. أي سَلِمَ مفرده من التغيير بزيادة ‹واو مضموم ما قبلها ونون› على مفرده في حالة الرفع، أو ‹ياء مكسور ما قبلها ونون› في حالتي النصب والجر. وتكون النون مفتوحة، وإن كان بعض العرب قد نطقوها مكسورة. كما في قول جرير: عَرَفنا جَعفَرًا وبني أبيهِ وأنكرنا زَعانِفَ آخرِينِ
علامة رفع جمع المذكر السالم الواو، وعلامة نصبه وجره الياء. مثال على ما سبق إعراب كلمة «عامل» التي يمكن جمعها جمعًا مذكرًا سالمًا، وذلك في الحالات المختلفة:
- الرفع: جاءَ العاملُونَ.
- النصب: رأيتُ العاملِينَ.
- الجر: مررتُ بالعاملِينَ.

## شروطه
يشترط فيما يجمع جمعا مذكرا سالما الشروط الآتية:
أن يكون علمًا لمذكر عاقل، خاليًا من تاء التأنيث والتركيب.
فلا يصح جمع مثل «رجل وغلام» ونظائرها؛ لأنهما ليسا بأعلام بل اسما جنس. فلا نقول: رجلون ولا غلامون.
فإذا كان علمًا غير مذكر لم يجمع جمعاً مذكراً سالما، فلا نقول في «هند» هندون ولا في «زينب» زينبون.
وكذلك إذا كان علما لمذكر غير عاقل، فلا نقول في «لاحق» (اسم فرس) لاحقون.
ومثله العلم المذكر العاقل المختوم بتاء التأنيث لا يجمع جمع مذكر سالما، فلا نقول في «طلحة» طلحون، ولا في «معاوية» معاويون ولا في «أسامة» أسامون.
كما لا يجمع العلم المركب بأنواعه المختلفة جمعاً مذكراً سالماً، فلا يُجمع: عبد الله، ولا سيبويه، ولا جاد الحق، ولا تأبط شراً، ولا بعلبك، ونظائرها.
أن يكون
صفة لمذكر عاقل خالية من التاء وصالحة لدخول تاء التأنيث عليها، ولا من باب ما يستوي في الصفة به المذكر والمؤنث.
نحو: ماهر -> ماهرون، عاقل -> عاقلون، جالس -> جالسون
فالصفات السابقة وأشباهها صالحة لدخول التاء عليها، فيقال: ماهرة وعاقلة.
أو وصفا على وزن أفعل التفضيل. ولا من باب أفعل مؤنثه فعلاء، ولا من باب فعلان مؤنثه فعلى.
نحو: أعظم وأكبر وأحسن وأفضل، فنقول: أعظمون وأكبرون وأحسنون وأفضلون.
فإن كانت الصفة على وزن أفعل الذي مؤنثه فعلاء، نحو: أحمر حمراء وأخضر خضراء، امتنع جمعه جمع مذكر سالما، فلا نقول: أحمرون وأخضرون.

## ملحقات الجمع المذكر السالم
الملحقات هي الكلمات التي لا يصدق عليها حد أو تعريف الاسم الذي تلحق به، لكونها غير صالحة للتجريد من الزيادة، لأنها لا مفرد من لفظها.
أُلحق بجمع المذكر السالم بعض الكلمات فقط وهي: العقود العددية من عشرين إلى تسعين وعالمون وسنون وأرضون وعليون وأهلون وأولو، وبنون.

### العقود العددية من عشرين إلى تسعين
وهي: عشرون وثلاثون وأربعون وخمسون وستون وسبعون وثمانون وتسعون.
- خرجَت عن الجمع؛ لأنه اسم جمع لا واحد له من لفظه.
- نحو قولك في الرفع:

جاء عشرون رجلا: عشرون فاعل مرفوع بالواو نيابة عن الضمة لأنه ملحق بجمع مذكر سالم، ونون الجمع لا محل لها من الإعراب.
- ونحو قولك في النصب:

رأيت عشرينَ رجلا: عشرينَ مفعول به منصوب بالياء نيابة عن الفتحة لأنه ملحق بجمع مذكر سالم، ونون الجمع لا محل لها من الإعراب.
- ونحو قولك في الجر:

مررت بعشرينَ رجلا: عشرين اسم مجرور بالياء نيابة عن الكسرة لأنه ملحق بجمع مذكر سالم، ونون الجمع لا محل لها من الإعراب.

### عالمون
- اسم جمع كغيره من أسماء الجموع نقول العالم العربي، والعالم الإسلامي، ونحوه.
- نحو قولك في الرفع:

هؤلاء عالمون: عالمون خبر مرفوع بالواو نيابة عن الضمة لأنه ملحق بجمع مذكر سالم.
- ونحو قولك في النصب:

رأيت عالمين: عالمين مفعول به منصوب بالياء نيابة عن الفتحة لأنه ملحق بجمع مذكر سالم.
- ونحو قوله تبارك وتعالى في الجر:

﴿وَمَا أَرْسَلْنَاكَ إِلَّا رَحْمَةً لِّلْعَالَمِينَ﴾ العالمين اسم مجرور بالياء نيابة عن الكسرة لأنه ملحق بجمع مذكر سالم.

### سنون
- جمع تكسير ومفرده سنة مكسور السين في الجمع، مفتوحها في المفرد فضلاً عن أنها لمؤنث لا يعقل.
- نحو قولك في الرفع:

مرت سنون طويلة: سنون فاعل مرفوع بالواو نيابة عن الضمة لأنه ملحق بجمع مذكر سالم.
- ونحو قولك في النصب:

قضيت سنين جميلة: سنين مفعول به منصوب بالياء نيابة عن الفتحة لأنه ملحق بجمع مذكر سالم.
- ونحو قولك في الجر:

مررت بسنين طيبة: سنين اسم مجرور بالياء نيابة عن الكسرة لأنه ملحق بجمع مذكر سالم.

### أرضون
- نحو قولك في الرفع:

هذه أرضون: أرضون خبر مرفوع بالواو نيابة عن الضمة لأنه ملحق بجمع مذكر سالم.
- ونحو قولك في النصب:

رأيت أرضين: أرضين مفعول به منصوب بالياء نيابة عن الفتحة لأنه ملحق بجمع مذكر سالم.
- ونحو قولك في الجر:

قول رسول الله صلى الله عليه وسلم في دعائه:(اللهم رب السماوات السبع وما أظللن ورب الأرضين السبع وما أقللن): الأرضين مضاف إليه مجرور بالياء نيابة عن الكسرة لأنه ملحق بجمع مذكر سالم.

### عليون
- نحو قوله تعالى في الرفع: ﴿وَمَا أَدْرَاكَ مَا عِلِّيُّونَ * كِتَابٌ مَرْقُومٌ﴾.
- نحو قوله تعالى في الجر: ﴿كَلَّا إِنَّ كِتَابَ الْأَبْرَارِ لَفِي عِلِّيِّينَ﴾.
- وفي حالة النصب نحو: بلغت عليين، مرتبة المقربين.

### أهلون
- وكلمة (أهل) قد جمعت على (أهلين) مع أنها اسم جامد ليست علمًا أو صفة.
- نحو قوله تعالى في الرفع: ﴿شَغَلَتْنَا أَمْوَالُنَا وَأَهْلُونَا فَاسْتَغْفِرْ لَنَا﴾.
- في حالة النصب نحو: بلغت أهلينا السلام.
- في حالة الجر نحو: مررت بأهلينا وأحبابنا.

### أولو
- (أولو) خرج عن حد الجمع بأنه لا واحد له من لفظه ولكن له مفرد من معناه وهو صاحب، لأن (أولو) بمعنى أصحاب، وهي وسابقتها (أهلون) تُسميَان اسم جمع.
- نحو قوله تعالى في حالة الرفع: ﴿وَمَا يَذَّكَّرُ إِلَّا أُولُو الْأَلْبَابِ﴾.
- نحو قوله تعالى في حالة النصب: ﴿وَلَكُمْ فِي الْقِصَاصِ حَيَاةٌ يَا أُولِي الألْبَابِ﴾.
- نحو قوله تعالى في حالة الجر: ﴿وَإِذَا جَاءَهُمْ أَمْرٌ مِنَ الأَمْنِ أَوِ الْخَوْفِ أَذَاعُوا بِهِ وَلَوْ رَدُّوهُ إِلَى الرَّسُولِ وَإِلَى أُوْلِي الأَمْرِ مِنْهُمْ لَعَلِمَهُ الَّذِينَ يَسْتَنْبِطُونَهُ مِنْهُمْ﴾.

### بنون
كلمة (بنون) جمع تكسير ومفرده (ابن)، حُذفت منه الهمزة عند الجمع وتحركت الباء بالفتح فتغيرت لذلك صورة المفرد، وأُلحِق بجمع المذكر السالم، نحو قوله تعالى ﴿الْمَالُ وَالْبَنُونَ زِينَةُ الْحَيَاةِ الدُّنْيَا وَالْبَاقِيَاتُ﴾.

## هوامش
1. ↑  معنى هذا أن الجمع يَحُلُّ محل الكلمات المتعاطفة، مثلا: العابد والعابد والعابد، فيُقال: العابدون، بدل ذكر المتعاطفين.
2. ↑  معنى هذا أن بنية الكلمة الأصلية، وهي المفرد، لا يتغير بإضافة اللواحق المشيرة للجمع. وهو عكس ما يحدث في جمع التكسير، حيث ينكسر بناء المفرد.
3. ↑  ورد في الديوان "عرفنا جعفرًا وبني عُبيدٍ". أثبت البيت كما روته مراجع النحو.